# 프라보베레즈니군

프라보베레즈니 군의 위치

프라보베레즈니군(러시아어: Правобере́жный район, 오세트어: Рахизфарсы район)은 러시아 북오세티야 공화국에 있는 군이다. 중심지는 베슬란이다. 면적은 0,38 sq. km이다. 인구는 5만5,900명(2001년)이고, 인구의 대부분이 오세트인이다.

## 지리
북오세티야 공화국의 서부에 있다.